# La Rose (Illinois)
Pour les articles homonymes, voir La Rose.
La Rose est un village situé au sud du comté de Marshall dans l'Illinois, aux États-Unis,.

## Démographie
Lors du recensement de 2010, le village comptait une population de 144 habitants. Elle est estimée, en 2016, à 137 habitants.

### Source de la traduction
- (en) Cet article est partiellement ou en totalité issu de l’article de Wikipédia en anglais intitulé « La Rose, Illinois » (voir la liste des auteurs).